# Замок Бальденай
Замок Бальденай (нем. Schloss Baldeney) — замок в районе Бреденай в южной части города Эссен на северном берегу озера Бальденайзее (водохранилище на реке Рур) (Германия, федеральная земля Северный Рейн-Вестфалия).

## История
Граф Адольф I фон Марк в 1226 году на берегу Рура сооружает замок. Вероятно уже и до этого на этом месте существовал мотт. Замок находился в ленном владении Верденского аббатства. К 1337 году относится первое документальное упоминание замка, в котором говорится о том, что его тогдашний хозяин Теодорикус фон Лайтен и его сын Эверард заложили замковую капеллу.
До 1432 года замок пребывал во владении семейства фон Лайтен. После этого замок многократно меняет владельцев путём перехода в приданое по женской линии. Среди следующих владельцев упоминаются рыцарь Мюлендок Майдерих, Арндт фон Фиттингоф, ставший владельцем замка в 1445 году, фон Айль (1563), фон Нойхофф (1612), фон Дримборн (1655). В 1747 году замок переходит во владение капитану императорской гвардии фрайхерру Францу Эрнсту фон Боттленбергу. Замок оставался во владении его наследников до 1968 года.
С 1921 года замок не использовался для жизни, а сдавался в аренду. В начале в нем было расквартировано школьное общежитие, а после того как в 1933 году была построена плотина на Руре и образовалось водохранилище, замок стал популярным загородным рестораном. После продажи замка в 1968 году новые владельцы проводили неоднократные реставрационные работы, так в 1992 году была восстановлена замковая капелла. В 2004 году здания замка пострадали от пожара. После проведения ремонтных работ замок был выставлен на продажу.

## Замок сегодня
На сегодняшний день от некогда большого окруженного рвом замкового комплекса сохранилось три здания. Главный корпус (господский дом) в центре которого сохранилась трехэтажная башня XIV века, а по обеим сторонам от неё пристроены крылья (восточное — XVII век, западное XVIII век). К северо-западу от главного корпуса стоит трехэтажное здание, в котором раньше размещались конюшни и квартиры прислуги. Внешний вид этого здания определяет ряд дугообразных ворот на первом этаже. Этот корпус был построен на границе XIX-XX столетий в стиле романтизма, о чем свидетельствует зубчатая башня посередине здания. С западной стороны к этому зданию примыкает маленькая капелла Святой Марии Магдалины, построенная в XVI веке. В 1821 году к капелле был пристроен навес с колоннами и изменено внутреннее убранство. Сегодня эта капелла относится к католическому приходу эссенского района Бреденай. Рядом с капеллой за низкой стеной из бута расположено маленькое кладбище, на котором хоронили владельцев замка. На сильно обветренных надгробных камнях прочитать какой-либо текст уже не представляется возможным.

## Галерея
- Господский дом
- Здание конюшен
- Господский дом 
 (западное крыло)
- Замковая капелла